# Arnót
Arnót là một thị trấn thuộc hạt Borsod-Abaúj-Zemplén, Hungary. Thị trấn này có diện tích 17,54 km², dân số năm 2010 là 2594 người, mật độ 148 người/km².